# Хахерин, Илья Кириллович
Илья Кириллович Хахерин (15 июня 1916 — 9 марта 1944) — командир роты стрелкового полка, старший лейтенант. Герой Советского Союза.

## Биография
Родился 15 июня 1916 года в селе Дроново (ныне — Карачевского района Брянской области).
В Красной Армии с 1937 года, окончил военное училище. 
Участник Великой Отечественной войны с января 1943 года. Воевал на Брянском, Центральном и 1-м Украинском фронтах.
26 сентября 1943 года первым вместе с ротой переправился через Днепр возле села Окуниново и удерживал позиции до подкрепления.
Указом Президиума Верховного Совета СССР от 17 октября 1943 года за образцовое выполнение боевых заданий командования и проявленные при этом мужество и героизм старшему лейтенанту Хахерину Илье Кирилловичу присвоено звание Героя Советского Союза с вручением ордена Ленина и медали «Золотая Звезда».
В бою за село Страхолесье Чернобильского района Киевской области И. К. Хахерин со своей ротой захватил шоссейную дорогу и отбил все попытки гитлеровцев. Был тяжело ранен, но продолжал руководить боем до его окончания, чем способствовал продвижению советских войск. Умер от полученного тяжелого ранения 9 марта 1944 года.

## Награды
- Золотая Звезда Героя Советского Союза[1]
- орден Ленина[1]
- орден Красного Знамени[1]